# Источники по истории адыгов
Источники по истории адыгов — исторические источники на основании которых современные исследователи воссоздают историю адыгов. 

## XV век
| Автор, происхождение, даты жизни                                                | Место и род занятий                              | Место и род занятий                                         | Сочинение, язык | Создание, первые публикации, издание на русском языке | Упоминаемые топонимы и этнонимы абхазо-адыгских народов | Упоминаемые топонимы и этнонимы абхазо-адыгских народов | Упоминаемые топонимы и этнонимы абхазо-адыгских народов |
| ------------------------------------------------------------------------------- | ------------------------------------------------ | ----------------------------------------------------------- | --- | --- | ------------------------------------------------------- | ------------------------------------------------------- | ------------------------------------------------------- |
| Барбаро, Иосафат (итал. Barbaro, Giosafat) Венеция, род Барбаро (1413—1494 гг.) | Венецианско- генуэзская колония Тана (Приазовье) | Торговец, владел промыслом по рыбозаготовке (1436—1452 гг.) | «Рассказ о вещах, виденных и слышанных мною, Иосафатом Барбаро, гражданином Венеции, во время двух моих путешествий — одного в Тану и другого в Персию» | · Создание — между 1488 и 1492 гг. · 1-е изд. — 1543 г. в сборнике «Viaggia fatti da Venetia alla Tana, in Persia, in India et in Costantinopoli … In Vinegia» (Венеция, изд. Антония Мануцио, «Дом Альдо»). · Переиздание — 1545 г. · 2-е изд. — 1559 г. сборник (Венеция, изд. Д. Б. Рамузио). · Переиздание — XVI и XVII вв. · На русск. яз. — 1836 г. |                                                         |                                                         |                                                         |
| Барбаро, Иосафат (итал. Barbaro, Giosafat) Венеция, род Барбаро (1413—1494 гг.) | Республика Венеция                               | Посол в Персию (1473—1479 гг.), гос. и военный деятель      | «Рассказ о вещах, виденных и слышанных мною, Иосафатом Барбаро, гражданином Венеции, во время двух моих путешествий — одного в Тану и другого в Персию» | · Создание — между 1488 и 1492 гг. · 1-е изд. — 1543 г. в сборнике «Viaggia fatti da Venetia alla Tana, in Persia, in India et in Costantinopoli … In Vinegia» (Венеция, изд. Антония Мануцио, «Дом Альдо»). · Переиздание — 1545 г. · 2-е изд. — 1559 г. сборник (Венеция, изд. Д. Б. Рамузио). · Переиздание — XVI и XVII вв. · На русск. яз. — 1836 г. |                                                         |                                                         |                                                         |
| Интериано, Джорджо (итал. Interiano, Giorgio) Генуя (XV—XVI вв.)                |                                                  |                                                             | «Быт и страна зихов, именуемых черкесами. Достопримечательное повествование»                                                                            | · Создание — … · 1-е изд. — 1502 г. (Венеция). | adiga zychi Cromuc circassi                             | [адига] [дзики] [Кромуч] [чиркасы]                      | адыги зихи Кремух адыги                                 |

- И. Барбаро, А. Контарини, А. Кампензе, П. Иовий // Библиотека иностранных писателей о России / Иждивением M. Калистратова, трудами В. Семенова. — СПб., 1836. — Отделение I, Т. I. — C. 1-65 на рус., 67-99 на ит. (только «Путешествие в Тану», пер. В. Н. Семёнова).
- Барбаро и Контарини о России // К истории итало-российских связей в XVI в. / Вступ. статья, подг. текста, пер. и комм. Е. Ч. Скржинской. — М.: «Наука», 1971. — С. 5, 6, 10.
- И. Барбаро, А. Контарини, А. Кампензе, П. Иовий // Библиотека иностранных писателей о России / Иждивением M. Калистратова, трудами В. Семенова. — СПб., 1836. — Отделение I, Т. I. — С. 122-128. (текст 1574 г. на ит. языке, размещён В. Н. Семёновым в качестве примечания к путешествию Иосафата Барбаро).
- Записки Русского географического общества по отделению этнографии. — СПб., 1869. — Т. II. (текст 1504 г., издание и пер. А. Н. Веселовского).
- Адыги, балкарцы и карачаевцы в известиях европейских авторов XIII—XIX вв. — Нальчик: «Эльбрус». — 1974. (текст 1502 г., пер. Н. А. Пенчко)

| Автор и сочинение                                                                                                  |
| --- |
| Джорджо Интериано «Быт и страна зихов, именуемых черкесами. Достопримечательное повествование» (Венеция, 1502 год) |

## XVII век
| Автор, происхождение, даты жизни                                                                                      | Род занятий                                                                                  | Сочинение, язык, первая публикация, создание | Упоминаемые топонимы и этнонимы абхазо-адыгских народов | Упоминаемые топонимы и этнонимы абхазо-адыгских народов | Упоминаемые топонимы и этнонимы абхазо-адыгских народов | Издание на русском языке |
| --- | -------------------------------------------------------------------------------------------- | --- | ------------------------------------------------------- | ------------------------------------------------------- | ------------------------------------------------------- | --- |
| д’Асколи, Эмиддио Дортелли (итал. d’Askoli, Emiddio Dortelli) Папская область, Асколи? (кон. XVI — 1-я пол. XVII вв.) | Священнослужитель миссии доминиканцев в Крыму префект Каффы, Татарии и проч. в 1624—1634 гг. | «Описание Черного моря и Татарии» (1634 г.) |                                                         | [Чиркасия] [чиркасы] [чиркасы-франки]                   | Черкесия адыги френккардаши                             | - «Записки одесского общества истории и древностей» (1902 г.) - «Адыги, балкарцы и карачаевцы в известиях европейских авторов XIII—XIX вв.» (1974 г.)                                                                                          |
| Лукка, Джиовани / Жан де Люк Сицилийское кор., Мессина? (1-я пол. XVII в.)                                            | Священнослужитель миссии доминиканцев в Крыму префект Каффы, Татарии и проч. в 1634—… гг.    | «Описание перекопских и ногайских татар, черкесов, мингрелов и грузин Жана де Люка, монаха Доминиканского ордена», французский яз. (между 1663—1672 гг.) создание: на латыни или итальянском яз. (1625 г.? или 1633 г.?) | … circassie …                                           | […] [чиркассы] [Кабарта]                                | Абхазия адыги Кабарда                                   | - «Записки одесского общества истории и древностей» (1879 г.) - «Адыги, балкарцы и карачаевцы в известиях европейских авторов XIII—XIX вв.» (1974 г.) - «Крымские татары. Хрестоматия по этнической истории и материальной культуре» (2006 г.) |

- Записки одесского общества истории и древностей. — Т. XXIV
 (Ч. II Материалы). — 1902. — C. 89-180. (1 2 пер. Н. Пименова 4)
- Адыги, балкарцы и карачаевцы в известиях европейских
 авторов XIII—XIX вв. — Нальчик: «Эльбрус». — 1974. (1)
- Записки одесского общества истории и древностей. — Т. XI.
 — 1879. — C. 473-493. (1)
- Адыги, балкарцы и карачаевцы в известиях европейских авторов
 XIII—XIX вв. — Нальчик: «Эльбрус». — 1974. (пер. П. Юрченко)
- Крымские татары // Хрестоматия по этнической истории и материальной культуре
 / Сост. А. Г. Герцен, М. А. Араджиони. — Симферополь: «Доля», 2006. (1)

### Кабардинцы
Археология. В дореволюционный период учёные мало интересовались позднесредневековыми памятниками культуры кабардинцев, и систематически изучать их начинают лишь в СССР. Советскими археологами проводились раскопки кабардинских курганов, которые были обычно не богаты по инвентарю и представляли трудности с точной датировкой. Вероятно, к XVII веку, кабардинцы оставили обычай насыпать курганы; кабардинских поселений этого периода археологами так и не было обнаружено.
Письменные источники. Источники XVI—VXII веков не позволяют исследователям полностью охарактеризовать устройство кабардинского общества — причина в почти полном отсутствии местных письменных источников.